# Стемпень, Анджей
Анджей Стемпень (пол. Andrzej Stępień; род. 14 июля 1953, Цеплице-Слёнске-Здруй, Вроцлавское воеводство) — польский легкоатлет, специалист по бегу на короткие дистанции. Выступал за сборную Польши по лёгкой атлетике в 1979—1985 годах, многократный победитель первенств республиканского значения, призёр международных стартов, действующий рекордсмен страны в эстафете 4 × 200 метров в помещении, участник летних Олимпийских игр в Москве.

## Биография
Анджей Стемпень родился 14 июля 1953 года в поселении Цеплице-Слёнске-Здруй, Польша. Занимался лёгкой атлетикой в Гдыне в местном одноимённом клубе «Флота Гдыня».
Впервые заявил о себе на международном уровне в сезоне 1979 года, когда вошёл в состав польской сборной и выступил на Кубке Европы в Турине, где в зачёте эстафеты 4 × 400 метров занял четвёртое место. Также в этом сезоне вместе с соотечественниками выиграл эстафету 4 × 400 метров на чемпионате дружественных армий в Потсдаме.
Благодаря череде успешных выступлений в 1980 году удостоился права защищать честь страны на летних Олимпийских играх в Москве — в индивидуальном беге на 400 метров дошёл до стадии четвертьфиналов, тогда как в эстафете 4 × 400 метров не смог преодолеть предварительный квалификационный этап.
С 1981 года в течение шести последующих лет неизменно становился чемпионом Польши в дисциплине 400 метров. Среди прочего занял восьмое место на Кубке Европы в Загребе, в то время как на международном старте в Будапеште превзошёл всех соперников и установил свой личный рекорд на открытом стадионе — 46,10.
В 1982 году на чемпионате Европы в Афинах дошёл до полуфинала в беге на 400 метров, стал четвёртым в эстафете 4 × 400 метров.
В 1983 году стартовал на впервые проводившемся чемпионате мира по лёгкой атлетике в Хельсинки, в программе эстафеты 4 × 400 метров сумел выйти в финал, но в решающем забеге их команда не финишировала.
В феврале 1984 года на международных соревнованиях в Турине установил ныне действующий национальный рекорд Польши в эстафете 4 × 200 метров в помещении — 1:26.08. Рассматривался в качестве кандидата на участие в Олимпийских играх в Лос-Анджелесе, однако Польша вместе с несколькими другими странами восточного блока бойкотировала эти соревнования по политическим причинам. Вместо этого Стемпень выступил на альтернативном турнире «Дружба-84» в Москве — в эстафете 4 × 400 метров вместе с соотечественниками Робертом Ксеняком, Ришардом Шпараком и Ришардом Островским показал пятый результат.
В 1985 году бежал 400 метров на чемпионате Европы в помещении в Пирее, дошёл до полуфинала.
Завершил спортивную карьеру по окончании сезона 1987 года.